# Jacques Hurtubise
Jacques Claude Hurtubise (* 12. März 1957 in Montreal) ist ein kanadischer Mathematiker, der Professor an der McGill University ist. Er befasst sich mit Algebraischer Geometrie und Differentialgeometrie mit Anwendungen in der mathematischen Physik.
Hurtubise studierte an der Universität Montreal mit dem Bachelor-Abschluss 1978 und wurde 1982 an der Universität Oxford bei Nigel Hitchin promoviert (Some problems linking algebraic and differential geometry). Danach war er an der Université du Québec à Montréal und 1987/88 am Institute for Advanced Study. Er ist seit 1988 Professor an der McGill University und Vorstand der Mathematik-Fakultät.
Ab 1996 war er stellvertretender Direktor und dann vier Jahre bis 2003 Direktor des Centre de Recherches Mathématiques (CRM).
Hurtubise befasst sich mit verschiedenen Modulräumen und deren Topologie, Modulräumen auf Riemannschen Flächen und der Geometrie von integrablen Systemen. Mit Charles P. Boyer (* 1942), Benjamin Mann und Jim Milgram bewies er die Atiyah-Jones-Vermutung über die Topologie des Modulraums von Instantonen auf der Sphäre.
Er ist Fellow der Royal Society of Canada (2004) und erhielt 1993 den Coxeter-James-Preis. 1978 bis 1981 war er Rhodes Scholar. 1994 war er Centennial Fellow der American Mathematical Society. Er war Präsident der Canadian Mathematical Society.
Es gibt auch einen kanadischen Maler gleichen Namens (* 1939) und einen Cartoonisten (* 1950).

## Schriften
- Herausgeber mit François Lalonde Gauge theory and symplectic geometry, Kluwer 1997